# (1767) Lampland
(1767) Lampland es un asteroide que forma parte del cinturón de asteroides y fue descubierto por el equipo del Indiana Asteroid Program de la universidad de Indiana desde el observatorio Goethe Link de Brooklyn, Estados Unidos, el 7 de septiembre de 1962.

## Designación y nombre
Lampland se designó inicialmente como 1962 RJ.
Posteriormente fue nombrado en honor del astrónomo estadounidense Carl Otto Lampland (1873-1951).

## Características orbitales
Lampland orbita a una distancia media de 3,019 ua del Sol, pudiendo acercarse hasta 2,715 ua y alejarse hasta 3,323 ua. Su excentricidad es 0,1008 y la inclinación orbital 9,84°. Emplea en completar una órbita alrededor del Sol 1916 días.